# Chris Bliss
Chris Bliss é um malabarista e comediante stand up americano. Se formou em literatura comparativa na Northwestern University e na University of Oregon antes de seguir na carreira de malabarista.